# District de Dantzig

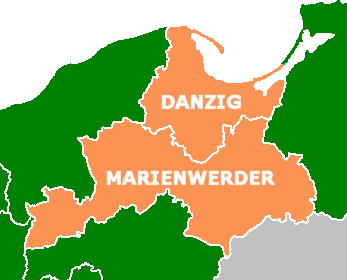
Regierungsbezirke

Le district de Dantzig (en allemand : Regierungsbezirk Danzig) était un district de la province de Prusse-Occidentale (1815-1820 et 1878-1920) et de la province de Prusse (1829-1878).
Son chef-lieu était Dantzig.

## Structure
Le district comprend les arrondissements suivants : 
| 1818–1887 Villes 1. Dantzig 2. Elbing (depuis 1874) Arrondissements 1. Arrondissement de Berent (de) 2. Arrondissement de Dantzig (de) 3. Arrondissement d'Elbing 4. Arrondissement de Karthaus 5. Arrondissement de Marienbourg (de) 6. Arrondissement de Neustadt-en-Prusse-Occidentale (de) 7. Arrondissement de Preußisch Stargard (de) | 1887–1919 Villes 1. Dantzig 2. Elbing Arrondissements 1. Arrondissement de Berent (de) 2. Arrondissement de Dantzig-Bas (de) 3. Arrondissement de Dantzig-Haut (de) 4. Arrondissement de Dirschau (de) 5. Arrondissement d'Elbing 6. Arrondissement de Karthaus 7. Arrondissement de Marienbourg (de) 8. Arrondissement de Neustadt-en-Prusse-Occidentale (de) 9. Arrondissement de Preußisch Stargard (de) 10. Arrondissement de Putzig (de) |

## Liste de présidents
| 1816–1819: Theodor von Schön 1819–1825: Theodor Nicolovius (de) 1825–1840 : Johann Carl Rothe (de) 1841–1863: Robert von Blumenthal (de) 1863–1868: Robert von Prittwitz und Gaffron 1868–1876: Gustav von Diest 1876–1878: Otto von Hoffmann | 1878–1881: Dr. Heinrich von Achenbach 1881–1883: Wilhelm von Saltzwedel (de) 1883–1887: Anton Rothe (de) 1887–1890: Adolf von Heppe 1890–1902: Friedrich von Holwede (de) 1902–1909: Jaroslaw von Jarotzky (de) 1909–1918: Lothar Foerster (de) |

## Population
|            | District de Dantzig |         |         |         |         |
| Année      | 1820                | 1850    | 1880    | 1900    | 1910    |
| Population | 274 985             | 412 547 | 569 181 | 665 992 | 742 619 |